# Quintinia sieberi
Espèce
Statut de conservation UICN

 LC  : Préoccupation mineure
Quintinia sieberi est une espèce de plantes à fleurs de la famille des Paracryphiaceae. C'est un arbre de la forêt tropicale de l'est de l'Australie. Il est connu sous le nom de possumwood. On le trouve principalement dans les forêts tropicales humides de haute altitude. L'aire de répartition naturelle s'étend entre la Clyde River en Nouvelle-Galles du Sud (35° S) à la McPherson Range (28° S), juste de l'autre côté de la frontière dans l'État du Queensland.

## Description

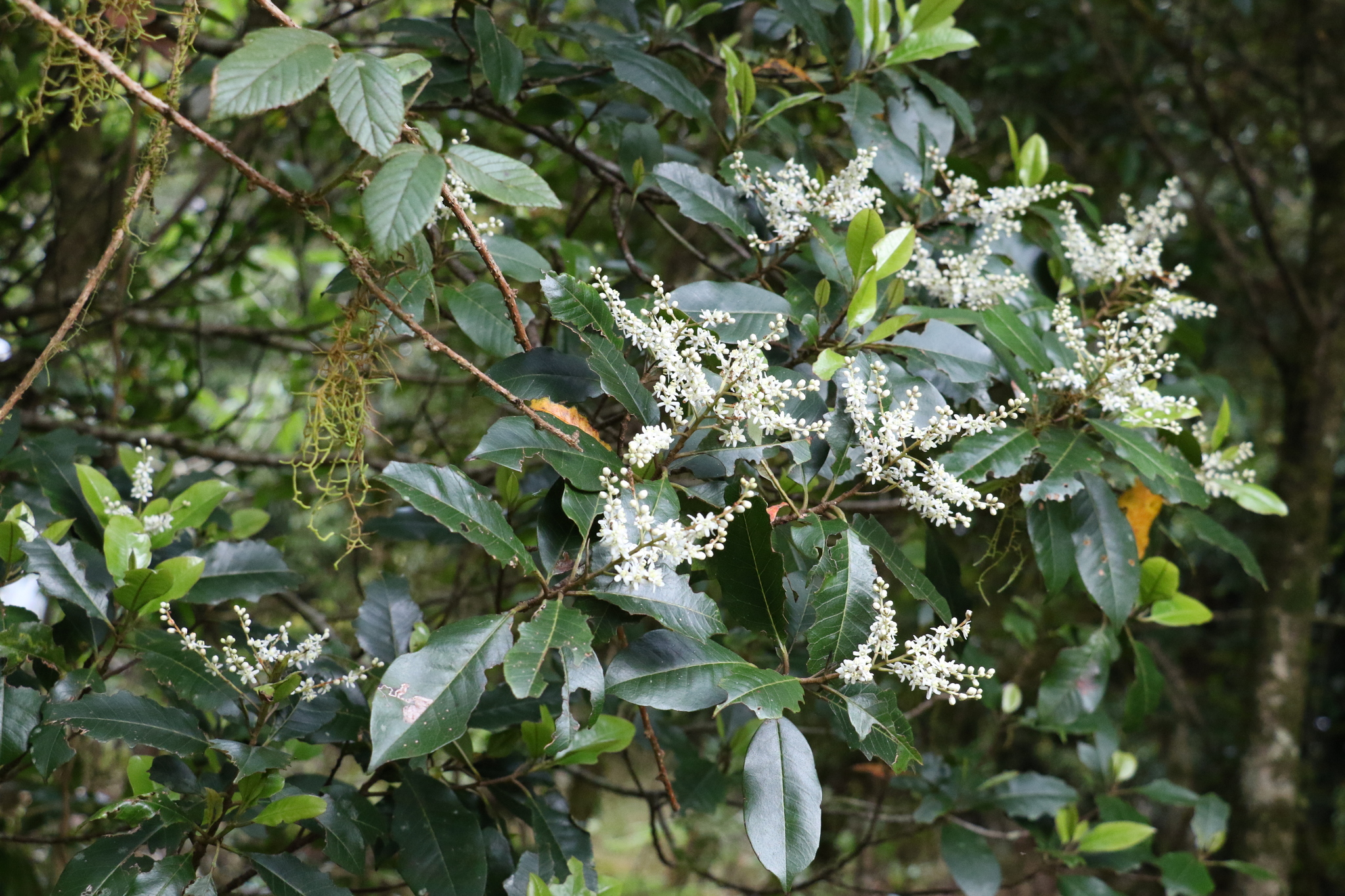
Floraison du possumwood.

C'est un arbre de taille moyenne pouvant atteindre 25 mètres de haut et un diamètre de tige de 75 cm.
Le tronc est quelque peu renforcé à la base, avec une écorce liégeuse brun rougeâtre. Les feuilles sont alternes, non dentées, en forme d'ellipse ayant 7 à 12 cm de long avec une pointe courte. Le dessous de la feuille présente de minuscules points rouges. Les nervures des feuilles sont visibles sur les deux surfaces. La nervure médiane est déprimée sur la face supérieure et surélevée sur la face inférieure.
Des fleurs blanches se forment sur les panicules entre les mois d'octobre et novembre. Le fruit est une capsule gris-brun de 3 mm de diamètre contenant trois à cinq cellules. Plusieurs graines poussent dans chaque cellule. La fructification mûrit de décembre à janvier.

## Germination
Les graines sont dispersées par le vent et germent souvent sous la forme d'un hémiépiphyte sur les troncs de rochers et de fougères arborescentes telles que la Dicksonia antarctica. Ces plants peuvent être mangés par le wallaby  des marais s'ils se trouvent sur le sol forestier (comme on peut le voir sur le Mont Dromadaire). Comme les racines des graines en germination sont très petites, il faut veiller à fournir une humidité adéquate et à les protéger contre l'enfouissement. Ces graines étant minuscules, leur germination nécessite un substrat satisfaisant. Il est conseillé de recouvrir légèrement les graines avec un terreau spécial pour cette culture.

## Écologie
Quintinia sieberi est l'hôte du papillon Lyonetia lechrioscia (mineuse des feuilles)

## Répartition
Ce taxon se rencontre dans le pays suivant : Australie.

## Systématique
Le nom correct complet (avec auteur) de ce taxon est Quintinia sieberi A.DC..